# Senat (Bahamas)

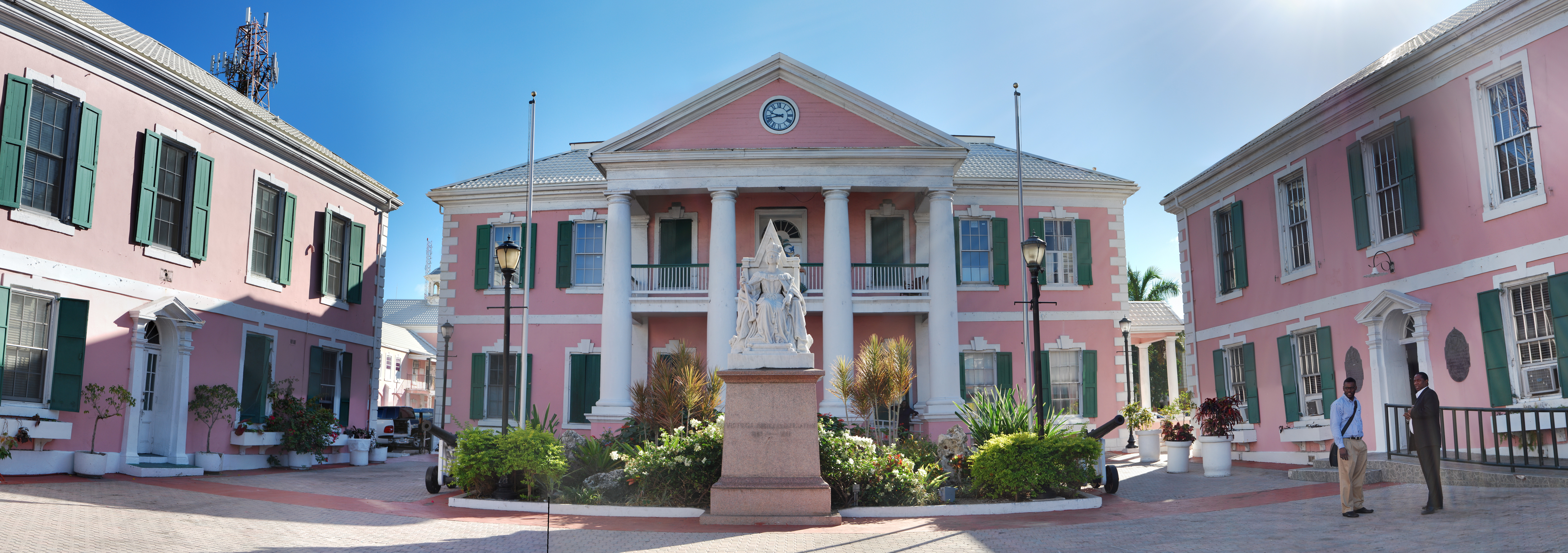
Das Parlamentsgebäude in Nassau mit der weißen Statue von Queen Victoria im Zentrum des Platzes

Der Senat der Bahamas ist das Oberhaus im Zweikammersystem von Bahamas.
Die 16 Mitglieder des Senats werden vom Generalgouverneur ernannt. Neun dieser Senatoren werden auf Anraten des Premierministers ernannt, vier auf Anraten des Führers der Opposition und drei auf Rat des Premierministers nach Rücksprache mit dem Führer der Opposition.
Der Sitz des Oberhauses befindet sich in der Hauptstadt Nassau. 